# Сен-Феликс-де-Турнега
Сен-Фели́кс-де-Турнега́ (фр. Saint-Félix-de-Tournegat) — коммуна во Франции, находится в регионе Юг — Пиренеи. Департамент коммуны — Арьеж. Входит в состав кантона Мирпуа. Округ коммуны — Сен-Жирон.
Код INSEE коммуны — 09259.

## Население
Население коммуны на 2008 год составляло 136 человек.
| 1962 | 1968 | 1975 | 1982 | 1990 | 1999 | 2008 |
| ---- | ---- | ---- | ---- | ---- | ---- | ---- |
| 124  | 131  | 88   | 97   | 104  | 117  | 136  |

## Экономика
В 2007 году среди 92 человек в трудоспособном возрасте (15—64 лет) 60 были экономически активными, 32 — неактивные (показатель активности — 65,2 %, в 1999 году было 78,2 %). Из 60 активных работал 51 человек (30 мужчин и 21 женщина), безработных было 9 (4 мужчины и 5 женщин). Среди 32 неактивных 7 человек были учащимися или студентами, 16 — пенсионерами, 9 были неактивными по другим причинам.

## Фотогалерея

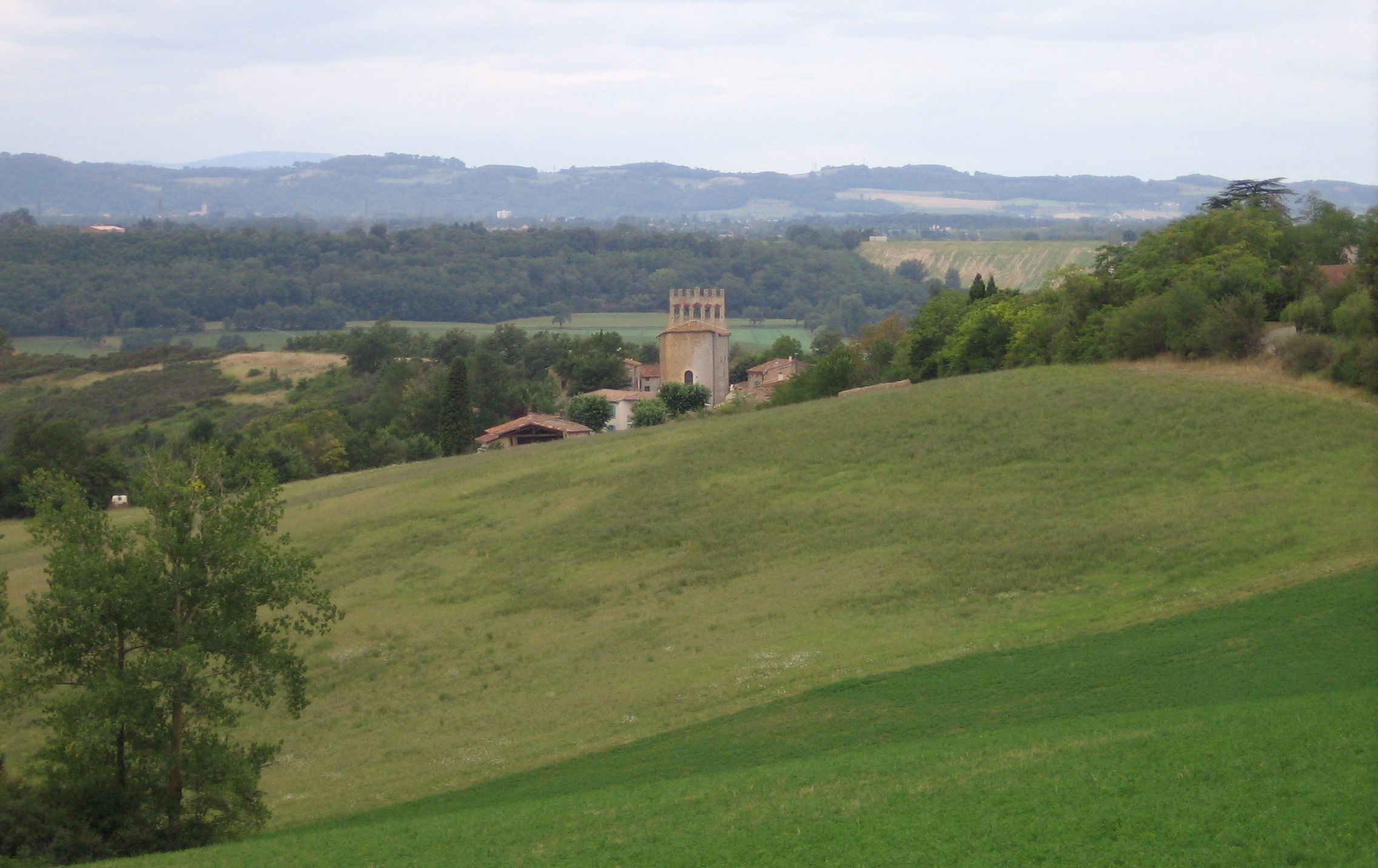
Сен-Феликс-де-Турнега
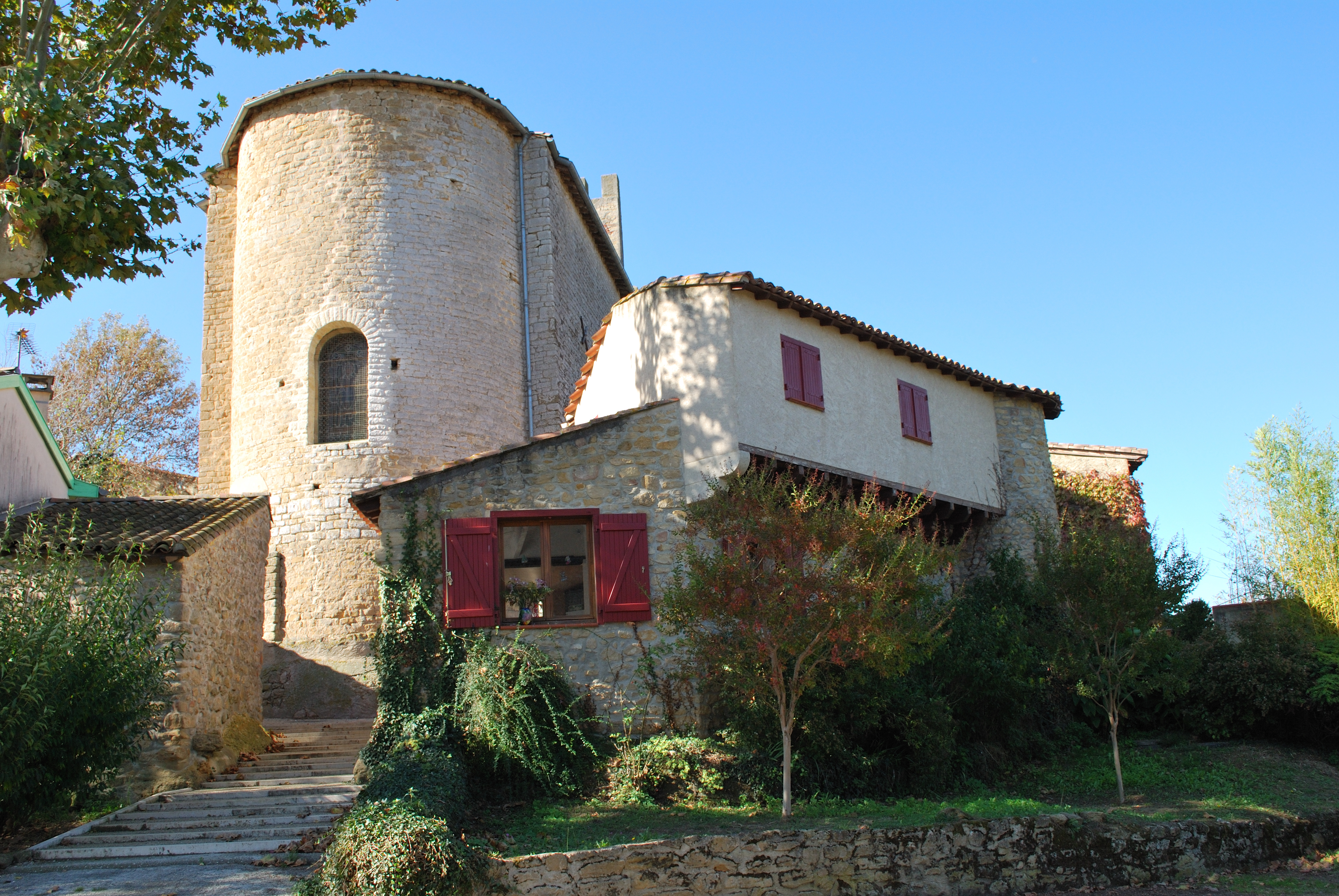
Церковь